# Saint Georges (film)
Pour les articles homonymes, voir Saint Georges (homonymie).
Pour plus de détails, voir Fiche technique et Distribution.
Saint Georges (São Jorge) est un film portugais réalisé par Marco Martins, présenté à la Mostra de Venise 2016 puis sorti en 2017. Nuno Lopes est primé à Venise tandis que le film reçoit quatorze nominations aux Prix Sophia et y remporte 6 prix, dont meilleur film, meilleur réalisation et meilleur acteur principal pour Nuno Lopes.

## Synopsis
Lisbonne en temps de crise. Jorge, boxeur sans emploi, est obligé de vivre chez son père, et voit sa femme Susana partir au Brésil avec leur fils Nelson. Pour s'en sortir, il accepte un emploi d'intimidateur pour une société de recouvrement de dettes.

## Fiche technique
- Réalisation : Marco Martins
- Scénario : Marco Martins et Ricardo Adolfo
- Photographie : Carlos Lopes
- Musique : Hugo Leitão, Nuno Malo et Rafael Toral
- Pays d'origine :  Portugal
- Genre : drame
- Langue : portugais
- Durée : 112 minutes
- Dates de sortie :
  - Mostra de Venise (Horizons) : 1er septembre 2016
  - Portugal : 9 mars 2017
  - France : 17 mai 2017

## Distribution
- Nuno Lopes : Jorge
- Mariana Nunes : Susana
- David Semedo : Nelson

## Critique
Télérama compare le film à Rosetta des frères Dardenne « Même fièvre, même fureur, même douleur. Même tendresse, aussi, dans le regard du réalisateur. Pour ces résignés qui s'abandonnent à leur sort, telles des victimes expiatoires, mais aussi pour ces petits magouilleurs tentant de tricher avec un système qui, de toute façon, aura le dernier mot... Seule la dignité éclaire ce film pur, sombre et beau ».